# Virgen Negra de Le Puy
La Virgen Negra de Le Puy-en-Velay, es una virgen que apareció en el año 47, y volvió en el año 221, donde al reposar sobre una piedra curó primero a una dama y luego a otra. En el lugar se construyó un templo y luego catedral, y después un complejo devocional que contenía la imagen de una virgen, luego otro templo y una imagen monumental de nuestra Señora de Notre Dame. 

## La primera aparición
En el año 47 d. C. en tiempos del primer obispo de Le Puy-en-Velay, una mujer llamada Vila, que desde hacía tiempo padecía una alta fiebre de la que no se podía curar, se hizo llevar una noche al Monte Anis, se acostó sobre una piedra que, se decía, curaba las fiebres, y durmió allí.
Entonces se le apareció la Virgen María y le pidió que fuera a buscar al obispo Jorge para que construyera una iglesia dedicada a Ella en el lugar. La curación de la señora Vila sería la señal que convencería al obispo de la realidad de la aparición. Vila se despertó efectivamente curada y fue a buscar al obispo. Este último, convencido de la historia que la dama le había contado, fue al Monte Anis con su clero el 11 de julio del año 47. Entonces ocurrieron otros dos prodigios: el lugar donde había tenido lugar la aparición, y él solo, se cubrió de nieve, y el segundo evento fue que un venado de repente se precipitó allí y trazó con sus cuernos los perímetros de la futura iglesia. El obispo Jorge, no pudiendo emprender la construcción de la iglesia por falta de medios económicos, hizo rodear el perímetro sagrado con una empalizada de madera.

## La segunda aparición
Dos siglos después, en el año 221 según la tradición, otra dama lisiada de varios de sus miembros tuvo en sueños una visión de la Virgen que mandó que la llevaran al Monte Anis y que allí recobraría la salud. Así lo hizo. Cerca de la empalizada construida hacía mucho tiempo por el obispo Jorge, la Santísima Virgen se le apareció y le ordenó que fuera a pedirle al obispo, que se llamaba Vosy, que construyera la iglesia que Ella había pedido. El obispo Vosy fue muy prudente; ayunó y oró con su clero durante tres días antes de llegar al Monte Anis. Luego fue a Roma para consultar al papa Calixto y habiendo aprobado el Pontífice tal proyecto, el obispo ordenó la construcción de la iglesia en el lugar de las 2 apariciones, con el arquitecto Scrutarius. Se construyó un templo que fue posteriormente una catedral que, a su vez en su interior, se pueden apreciar y tocar la donde las mujeres fueron curadas de sus enfermedades.

## Tradición católica en Le Puy-en-Velay
En el año 951, el obispo Godescalco trajo consigo después de su peregrinación por el Camino de Santiago de Compostela, el tratado de Ildefonso de Toledo sobre la perpetua virginidad de la Madre de Dios, contribuyendo así a un constante crecimiento del fervor religioso. En 961 se construyó en las cercanías, la capilla Saint Michel d´Aiguilhe por el dean Truanus y dedicada por el obispo Godescalgo.
En 1182 el carpintero Durando, estaba rezando en la catedral de Notre Dame de Le Puy-en-Velay, cuando se le apareció la Virgen madre de Dios coronada. Le dio una imagen, sobre la cual se distinguían las palabras Agnus Dei qui tollis peccata mundi, dona nobis pacem -“Cordero de Dios que quita el pecado del mundo, ten piedad de nosotros”-. En ese entonces los señores feudales de la región amenazaban la cancelación de la peregrinación a la Virgen de Le Puy por lo que el carpintero creó, con la ayuda del obispo Pedro IV de Solignac, “La fraternidad de la Paz de Dios” para defender el derecho de los fieles, y evitar que fueran asaltados y saqueado el templo. El “Agnus Dei” se convirtió en el símbolo de la fraternidad, y se representó en la capilla de Saint-Michel d’Aiguilhe, añadida y esculpida en los años 1180.
La catedral entronizó una estatua considerada divina, o no pintada por mano humana o con orígenes milagrosos, y de belleza y presencia del espacio hacen honor a esa designación -achiropita- que el carpintero había oído hablar diciéndole que buscara la paz. Las imágenes son evidencia de la percepción del hombre medieval. La construcción del campanario de la catedral, de su Porche du For (el porche sur), y las adiciones a la capilla de Saint-Michel d’Aiguilhe coinciden con la visión del carpintero y muestran la ideología de la Paz de Dios. A fines del siglo XII, el cronista Anónimo de Laón criticó la autenticidad de la imagen e historia del carpintero, pero eso, sólo testimonió y apoyó el florecimiento del culto a la Virgen en Le Puy.
Carlomagno, estuvo en el sitio. En 1254, se ofrece la primera imagen de una Virgen Negra por San Luis Rey de Francia quien vino en peregrinación a Le Puy-en-Velay, a su regreso de la Séptima Cruzada de Tierra Santa. Otros 13 reyes vinieron a rezar a la Virgen María, incluidos y Francisco I en 1533.
En la plaza de Martouret (lugar que significa cementerio, que era el lugar reservado a las ejecuciones públicas y en sentido popular era “Plaza de los Mártires) fueron ejecutadas 41 personas de los cuales 18 fueron sacerdotes en tiempos de la Revolución Francesa, entre 1793 y 1795. El 8 de junio de 1794, en esta plaza los revolucionarios quemaron la primera y auténtica estatua milagrosa de la Virgen Negra. 

## La estatua de Notre Dame
En julio de 1850, el jesuita, Gustave Francois Xavier de Lacroix de Ravignan, ideó el colocar en lo alto de la Roca Corneille la imagen de una Virgen quien propuso el proyecto al obispo Morlhon y a otros sacerdotes de la diócesis que acogieron la idea con entusiasmo. Se creó una comisión para preparar el proyecto y se organizó una campaña de donaciones para poder hacer frente a los gastos; se promovió un concurso destinado a elegir el modelo de la estatua, con un premio de 3,000 francos para al ganador, para el cual se presentaron 53 propuestas abiertas, en el Ayuntamiento de Le Puy, que en noviembre de 1853 un jurado, presidido por el obispo Morlhon, eligió el modelo propuesto por Jean Marie Bonnassieux, que desde entonces empezó a trabajar sobre el terreno y en diciembre de 1854 se colocó la primera piedra. A pesar de las donaciones recibidas, el proyecto presentó dificultades financieras, por lo que obispo Morlhon viajó a la capital del país para exponerlo ante al emperador Napoleón III. Éste ofreció 10 mil francos y el compromiso de cederle el metal de los cañones incautados al ejército ruso si el asedio de Sebastopol tenía éxito y se imponía la paz en la Guerra de Crimea que se estaba librando en esos días. Y así fue, logrando el triunfo el 8 de septiembre de 1855 y en marzo de 1856 se firmó el Tratado de París y el emperador cumplió su promesa, entregando 150,000 kg de hierro procedente de 213 cañones obtenidos.
La construcción de la estatua fue un reto y una proeza técnica para su tiempo. Fue diseñado como una estructura autoportante, que se compone de unas 100 piezas de hierro fundido unidas entre sí mediante pernos de gran calibre unidos en su interior. El pedestal dispone una escalera de piedra compuesta por 33 escalones que dan acceso al interior de la estatua, que es hueca e incluye una escalera helicoidal de hierro fundido de 58 escalones que ascienden a tres pisos. 16 peldaños permiten el acceso final a la corona de la Virgen. Los pies de la Virgen miden 1,92 m cada uno, su antebrazo 3,75 m, su mano 1,56 m y la circunferencia de la cabeza del Niño Jesús 4,80 m. 
La fundición del metal se realizó en los altos hornos de Givors, cerca de Lyon, y desde allí se enviaban las piezas a Le Puy. Se comenzó a construir el pedestal, de 6.7 m de altura y 680 toneladas de peso. Y sobre él, se levantó la estatua de la Virgen, de 16 metros, que aparece coronada de estrellas, de pie sobre un medio globo donde aplasta con su pie una serpiente. María sostiene con su brazo derecho al Niño Jesús, que bendice la ciudad y toda Francia. Su tamaño era tan grande para la época que la estatua de Notre Dame de France fue la más grande del mundo hasta 1886, (fecha en la que se construyó la Estatua de la Libertad, que mide 93 m.).
El 12 de septiembre de 1860 ante unos 120,000 peregrinos y bendecida por el obispo local, Auguste de Morlhon, se inauguró la estatua de Nuestra Señora de Francia la cual cuenta con una altura de 23 metros y un peso de 835 toneladas, con su pedestal, corona el cono volcánico y preside la vida de la ciudad. 
La estatua de color rojizo, la “Notre Dame de France” está situada en lo alto de la Roca Corneille, un peñasco volcánico de 757 metros de altura en medio del centro histórico de la población.  Fue durante una visita a la ciudad, a la que acudió para realizar unos ejercicios espirituales. En 1864, la agradecida ciudad de Le Puy honró al obispo Morlhon con la construcción de una estatua que lo representa en posición orante a los pies de la Virgen.
El monumento, que fue catalogado como histórico en 1997, fue cerrado al público por razones de seguridad, pero después de una reforma realizada en 2012, el acceso ha vuelto a abrirse. La Virgen y su pedestal fueron repintados con un color rojo más intenso y recuperaron su belleza anterior. La vista ahora es a través de una cúpula translúcida instalada durante la renovación. En cada nivel, hay cuatro pequeñas aberturas que ofrecen una panorámica de la ciudad de Le Puy y sus alrededores. En el conjunto urbano de Le Puy es destacable también la capilla de Saint-Michel d'Aiguilhe que se alza también sobre una roca volcánica frente a la Virgen.

## Propagación de la Virgen de Le Puy a España
La devoción se propagó por España, llegando a través del Camino de Santiago a Estella /Lizarra, donde la Virgen de Le Puy se convirtió en  patrona del lugar, con su propia catedral.   Alrededor de la catedral se fue configurando un gran complejo de culto y acogida, que, además del Hôtel-Dieu, fundado en la primera mitad del siglo XII, disponía desde el siglo XVII de un hospital general. Para dotar de ingresos al hospicio medieval, el obispo le había concedido el privilegio de fabricar y vender las medallas devocionales, que han sido halladas por toda Europa. Por otra parte, la casa disponía de limosneros que recaudaban fondos para la institución a lo largo y ancho del reino.